# چهره‌خوان
چهره‌خوان (کره‌ای: 관상; لاتین‌نویسی اصلاح‌شده: Gwansang) یک فیلم محصول سال ۲۰۱۳ کرهٔ جنوبی است که سونگ کانگ-هو در نقش پسر یک خانواده نجیب‌زاده که متخصص گوانسانگ است بازی می‌کند. او قادر است شخصیت، وضعیت روحی و عادات یک فرد را با نگاه کردن به چهره او ارزیابی کند. استعدادهایش او را به دربار سلطنتی چوسان می‌آورد، جایی که وی درگیر جنگ قدرت بین شاهزادهٔ بزرگ سویانگ و کیم جونگ سئو، ژنرال عالی‌رتبه و وفادار به پادشاه مونجونگ می‌شود. این اولین قسمت از پروژه سه قسمتی "ژوپیترفیلم" بر اساس سنت‌های فال کره‌ای است و دو دنبالهٔ شاهزاده خانم و دلال ازدواج و فنگ‌شویی در سال ۲۰۱۸ ساخته شدند.

## بازیگران
- سونگ کانگ-هو
- لی جونگ-جه
- بائک یون سیک
- جو جونگ-سوک
- لی جونگ سوک
- کیم هه-سو
- چه سانگ وو